# Наряд
 Тази статия е за формата на реквизиции.  За военното подразделение вижте Граничен наряд.  
Нарядите, наричани също задължителни държавни доставки, са форма на принудителна реквизиция на селскостопански продукти в България в средата на XX век.
Въведени по време на Втората световна война за осигуряване на доставките за армията, те са запазени в смекчена форма и след нейния край, а от 1947 година тоталитарният комунистически режим ги превръща в основно средство за налагане на своята политика на колективизация в земеделието.
Въведеният през 1947 режим предвижда изземване на всички зърнени храни, с изключение на ограничени дажби. За да се избегне укриване, хората са принудени да извършват вършитбата на общ за селото харман. През следващите години в нарядите се включват все повече земеделски продукти – от фасул и картофи до сено, кожи и вълна. Начинът на събиране на нарядите дава възможност за широк произвол на местната номенклатура. По съвременни оценки чрез нарядите се изземват между 50% и 70% от продукцията на земеделските стопанства. Същевременно членовете на ТКЗС са освободени не само от нарядите, но почти изцяло и от подоходен данък, с който са обложени само приходите от т.нар. земи за лично ползване.
Като средство за ефективно налагане на нарядите се използват т.нар. посевни планове – определени от администрацията задължителни площи, засяти с определени култури. Те се определят често произволно, като противници на режима получават по-големи планове. Административно определените планове довеждат и до изчезване на местни сортове и култури и замяната им с непригодни са природните условия.
Останалите им след предаването на нарядите продукти земеделските производители могат да продават, като официално това става при определени от държавата максимални цени, по-високи от нарядните, но често производителите са принудени да извършват и този род продажби. Тази система на регулирани цени създава значителен нелегален черен пазар, който обаче е толериран от властите, тъй като често селяните купуват по този начин дължимите си наряди, за да избегнат по-тежки санкции. Прилаганата до началото на 50-те години купонна система също дискриминира селяните, като определяните от нея дажби от основни стоки са неколкократно по-високи за хората в градовете.
Укриването на дължими като наряд продукти в селата придобива масов характер. Например, само във Врачанска околия към 1949 година са разкрити 600 скривалища за жито, в някои случаи съдържащи десетки тонове. На много места изграждането на такива специализирани укрития за зърно става обичайна практика и задължителен елемент при строителството на нови къщи.